# サイモン (ゲーム)

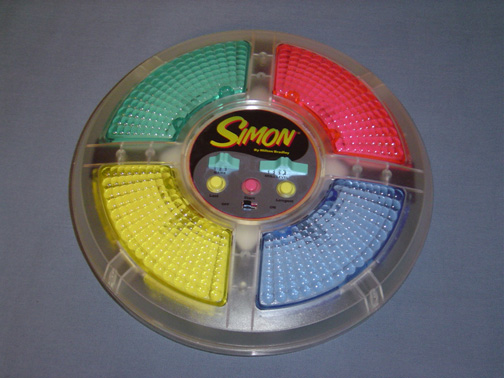
サイモン

サイモン（Simon）は、ラルフ・ベアとハワード・モリソンが発明した記憶力を競う電子ゲームの一種。
1978年にアメリカ合衆国のミルトン・ブラッドレイから発売されてヒットした。今ではゲームの古典の一つとみなされており、テレビゲームやパソコンゲーム、Flashゲームとしてしばしばリメイクされている。
日本では1978年8月に米澤玩具から6,000円で発売された。20歳前後の青年層を中心に人気を集め、約1年間で30万台を売り上げるヒット商品になった。

## 概要
典型的なサイモンのゲームプレイは以下のようなものである。
1. サイモンは上面の4方向に大きなボタンを備えており、それらは色分けされ（例: 赤・青・黄・緑）発光するようになっている。また発光と同時に固有の音が鳴る[2]。
2. まずサイモンが4つのボタンのうちいずれかを発光させる。プレイヤーはそれを覚えて、同じボタンを押す[2]。
3. 次にサイモンは、先ほどのボタンを再度発光させ、それに続いて新たにいずれかのボタン（先のボタンと同じ場合もある）を発光させる。プレイヤーはこれを覚えて、2つのボタンを順に押す。
4. さらにサイモンは同様に、先の2つのボタンに続いて新たにいずれかのボタンを発光させる。プレイヤーはこれを覚えて3つのボタンを順に押す。
5. 以下同様に、サイモンがランダムに選んだボタンを追加して指示していき、プレイヤーはそれまでの手順を確認しつつ新たなボタンを記憶して指示通りに押す[2]。
6. プレイヤーが間違えずに規定の回数に達すればプレイヤーの勝ち、間違えれば負けとなる。

勝利条件である規定回数の多寡や、サイモンの指示のスピードによってゲームの難易度を調整できる。
筐体はボタンを強く叩いて遊ぶため、かなり頑丈に作られている。

## 派生玩具
ミニ サイモン / サイモン マイクロシリーズ / サイモン ポケット
ミニサイズ版がいくつか発売されている。
スーパーサイモン（1980年版）
『スーパーサイモン』（Super Simon）は、鍵盤状で横並びにボタンが4つずつ両側に並んでいるタイプ。1979年ごろにタイガー・エレクトロニクスより発売。
（クリア）サイモン
1980年ごろ発売。形状は同じで、本体が透明なスケルトン版。
サイモン2
『サイモン2』（Simon 2）は、楕円形で両面にボタンがあるリバーシブルタイプ。2000年ごろにMilton Bradley（現ハスブロ）より発売。
スター・ウォーズ サイモン
『Star Wars Episode 1 Electronic Simon Space Battle Game』は、スター・ウォーズ エピソード1/ファントム・メナス関連玩具。ハスブロより発売。両開きの対戦型で、中央画面の光ったライトの順にボタンを押していく。
スーパーサイモン（2005年版）
『スーパーサイモン』（Super Simon）は、六角形型で6つのボタンがあるタイプ。2005年ごろにハスブロより発売。日本でもトミーダイレクトより発売された。
サイモン トリックスター
『サイモン トリックスター』（Simon Trickster）は、発光色や音を変えることでより難易度を上げたタイプ。2005年ごろにMilton Bradley（現ハスブロ）より発売。
サイモン スティック
『サイモン スティック』（Simon Stix Game）は、2006年ごろハスブロより発売の音楽ゲーム。2本のドラムスティック形状で、音と先端の発光の順番に合わせ叩く。
サイモン フラッシュ
『サイモン フラッシュ』（Simon Flash）は2011年にハスブロから発売された電子記憶ゲーム。4つの独立した立方体型ブロックで構成されており、始めに光った順番を記憶して順番に並べ替える、全部のランプが消えるまで正解の位置に並べ替える、全てが同じ色に変わるように並べ替える、通常のサイモンと同じ動作の4つのゲームが楽しめる。
（クラシック）サイモン
2013年発売。オリジナルと同機能。
サイモン スワイプ
『サイモン スワイプ』（Simon Swipe）は、2013年にハスブロから発売された電子記憶ゲーム。円形のハンドル状の形態で片手に持ち、ランダムに光り鳴る順番を覚えて、4つのライト部分をタッチするかスライドさせるタッチパネルタイプ。4つのライト部分はそれぞれ2か所光り、触れるだけではなく、スワイプするように連続して触れる動作も加わる。
サイモン ダース・ベイダー
『スター・ウォーズ サイモン ダース・ベイダー』（Star Wars Simon Darth Vader Game）は、2016年にハスブロから発売されたスター・ウォーズ関連玩具。ダース・ベイダーの頭部を模した形状で、押すとインペリアル・マーチが鳴る。
サイモン エア
『サイモン エア』（Simon Air）は、2016年に発売された電子記憶ゲーム。アメリカではハスブロが発売、日本ではタカラトミーから販売された。ループ状の縦置き型で、ランダムに光り鳴る順番を覚えて、4つのライト部分に直接触れず手をかざすタッチフリータイプ。2人プレイの時は対面で両側から手をかざし合う。
2018年3月31日を以てジェンガ、ツイスター、モノポリーと共に日本での販売はタカラトミーからハズブロジャパンへ移ったため販売を終了している。
サイモン オプティクス
『サイモン オプティクス』（Simon Optix）は、2018年にハスブロから発売された電子記憶ゲーム。頭部にセットするバイザー型で、眼を覆う透明のバイザーが光り、手をかざすかスライドさせる。複数のオプティクスを同調させることで、同じ動作をさせて遊ぶことも可能。
サイモン ソーリー!
『サイモン ソーリー!』（Simon SORRY!）は、2020年にハスブロから発売されたボードゲーム。ボードゲーム『SORRY!』とサイモンを組み合わせたマッシュアップゲームで、円形のボードの中央にサイモン マイクロシリーズをセットして遊ぶ。

## 他社玩具
似たような機能や遊び方の玩具も他社から販売されている。
- SICOM（サイコム）

米沢玩具発売。三角形型で中央のシートを取り変えることで16のゲームができる。
- Dr.SMITH（ドクタースミス）

トミー発売。1978年発売。海外名Merlin The Electric Wizard。プッシュフォン型受話器のような形状。記憶ゲーム、三目並べ、電子音を記憶させて音楽を流す、ブラックジャックなど、6つのゲームが楽しめる。
- ゲームロボット5 / ゲームロボット九

タカトクトイス発売。
- ゲームロボット10 / ゲームロボット21 / ゲームロボット25 / ゲームロボット15 / ゲームロボット50

ハナヤマ発売。ハナヤマが上記玩具の権利を継承。ゲーム数により複数発売。
- ゲームロボットAI

ハナヤマ発売。ゲーム数は20種。音声で解説する。
- ゲームロボット15 / ドラえもんゲームロボット17

小学館学年誌『小学二年生』付録。『15』は2014年4月号、『17』は2015年4月号の付録。両付録ともハナヤマ製『ゲームロボット15』をベースとしている。